# Những người Bảo vệ Tuyến đầu
Những người Bảo vệ Tuyến đầu, hay còn gọi là Tổ chức Quốc tế Bảo vệ những Người bảo vệ Nhân quyền, là một tổ chức nhân quyền có trụ sở ở Ireland. Nó được thành lập ở Dublin, Ireland năm 2001 để bảo vệ những người làm việc không bạo lực để bênh vựcnhân quyền của người khác như được nêu trong Tuyên ngôn Quốc tế Nhân quyền.

## Lịch sử
Tổ chức này được thành lập bởi Mary Lawlor, cựu giám đốc của Bộ phận Tổ chức Ân xá Quốc tế Ailen với khoản quyên góp 3 triệu đô la Mỹ từ doanh nhân và nhà từ thiện Denis O'Brien. Những người Bảo vệ Tuyến đầu có địa vị tư vấn đặc biệt với Hội đồng Kinh tế và Xã hội Liên Hợp Quốc, và có địa vị quan sát viên với Ủy ban Châu Phi về Nhân quyền và Quyền người dân.
Năm 2006, Những người Bảo vệ Tuyến đầu thành lập một văn phòng Liên minh châu Âu tại Brussels.
Những người bảo vệ tiền tuyến đã nhận được Giải thưởng Phát triển Quốc tế King Baudouin năm 2007 và Giải Nhân quyền của Liên Hợp Quốc vào năm 2018. Vào ngày 3 tháng 7 năm 2014, Lawlor đã được Đại sứ Pháp tại Ireland, Ông Jean-Pierre Thebault, thay mặt chính phủ Pháp, trao tặng Huân chương Bắc Đẩu Bội tinh.
Mục tiêu chung của Những người Bảo vệ Tuyến đầu là cho phép những người bảo vệ nhân quyền, với tư cách là tác nhân chính của việc thay đổi xã hội, tiếp tục công việc của họ mà không có nguy cơ bị quấy rối, đe dọa hoặc bắt giữ.

## Công việc đáng chú ý
Vào tháng 10 năm 2021, Những người Bảo vệ Tuyến đầu đã tìm thấy bằng chứng cho thấy nhiều công dân Palestine thuộc các nhóm nhân quyền bị Israel đặt ra ngoài vòng pháp luật, đã bị theo dõi bởi phần mềm gián điệp của Công ty Công nghệ Israel, Tập đoàn NSO.

## Front Line Defenders Award for Human Rights Defenders at Risk
Năm 2005, giải thưởng này (cho những người bảo vê nhân quyền gặp nguy cơ) được thành lập, theo trang web của tổ chức này, nóđược trao cho một người bảo vệ nhân quyền, "người thông qua công việc phi bạo lực, can đảm đóng góp xuất sắc cho việc cổ võ và bảo vệ nhân quyền của người khác, thường phải chịu rủi ro cho chính bản thân mình ". Giải thưởng mang lại sự chú ý quốc tế về chính nghĩa của người nhận, với giải thưởng tiền mặt là 15.000 €. 
Những người nhận giải thưởng này kể từ khi thành lập như sau: 
- 2005 – Mudawi Ibrahim Adam, Sudan
- 2006 – Ahmadjan Madmarov, Uzbekistan
- 2007 – Gégé Katana, Democratic Republic of Congo
- 2008 – Anwar al-Bunni, Syria
- 2009 – Yuri Melini, Guatemala
- 2010 – Soraya Rahim Sobhrang, Afghanistan
- 2011 – Joint Mobile Group, Russian Federation
- 2012 – Razan Ghazzawi, Syria
- 2013 – Biram Dah Abeid, Mauritania
- 2014 – SAWERA – Society for Appraisal and Women Empowerment in Rural Areas, Pakistan
- 2015 – Guo Feixiong, pen name for Yang Maodong, China[5]
- 2016 – Ana Mirian Romero, Honduras[6]
- 2017 – Emil Kurbedinov, Crimea[7]
- 2018 – Nurcan Baysal, Turkey
- 2019 – Ibu Shinta Ratri, Indonesia[8]
- 2020 – Africa: Mekfoula Mint Brahim, Mauritania; Americas: Guardia Indígena del Cauca, Colombia; Asia: Juwairiya Mohideen, Sri Lanka; Europe & Central Asia: Lara Aharonian, Armenia; Middle East & North Africa: Fatima Al-Bahadly, Iraq
- 2021 – Africa: Aminata Fabba, Sierra Leone; Americas: Camila Moradia, Brazil; Asia: Mother Nature Cambodia, Cambodia; Europe & Central Asia 1: Siarhei Drazdouski & Aleh Hrableuski, Belarus; Europe & Central Asia 2: Mamadou Ba, Portugal; Middle East & North Africa: Sami & Sameeha Huraini, Palestine
- 2022 – Liah Ghazanfar Jawad, Afghanistan; Ameira Osman Hamid, Sudan; Amalgamated Rural Teachers Union of Zimbabwe (ARTUZ), Zimbabwe; Javier del Tránsito and María del Tránsito Salvatierra, Mexico; Volha Harbunova, Belarus[9]